# Manuel Vargas (calciatore)
Manuel Alexander Vargas Moreno (Panama, 19 gennaio 1991) è un calciatore panamense, centrocampista del Plaza Amador II.

## Carriera

### Club
Ha giocato nella massima serie panamense ed armena.

## Palmarès

### Club

#### Competizioni nazionali
- Campionato panamense: 3

Tauro: Apertura 2010, Clausura 2012, Apertura 2013